# コシジロイヌワシ
コシジロイヌワシ（腰白狗鷲、学名:Aquila verreauxii）は、タカ科に分類される鳥。主にアフリカに分布する大型の猛禽類である。特に南部アフリカでは「Black eagle」とも呼ばれるが、南アジアや東南アジアに分布するカザノワシも同様に呼ばれるため注意する必要がある。コシジロイヌワシは、南部アフリカおよびチャド、マリ、ニジェールなど東アフリカの丘陵地帯や山岳地帯、および中東のごく一部に生息している。
タカ科の中では最も特殊化した種の1つであり、その分布と生活は好物であるケープハイラックスが中心になっている。ハイラックスの個体数が減少すると、小型のレイヨウ、キジ目の鳥類、ノウサギ属のウサギ、サル、その他さまざまな脊椎動物など他の餌を食べて、ある程度は生き残ることに成功する。高度に特殊化しているにもかかわらず、保全の観点からは歴史的に比較的順調に生存してきたと言える。ジンバブエのマトボ国立公園の個体群は、1950年代後半から詳細な研究が継続して行われており、おそらく世界のワシの個体群の中で最も研究されている個体群である。

## 分類

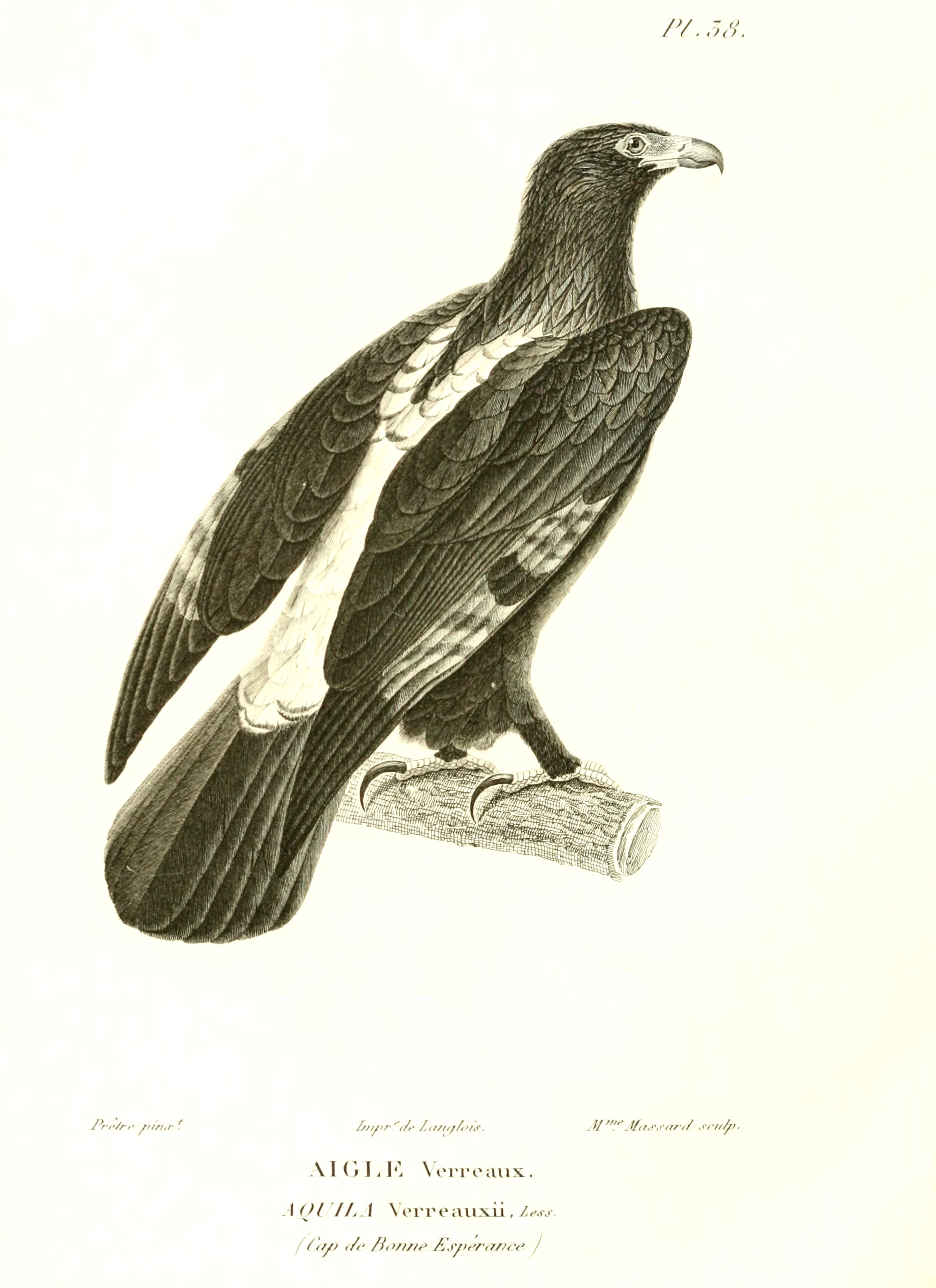
ルネ＝プリムヴェール・レッソンによる1830年に発表された著書内の挿絵

ルネ＝プリムヴェール・レッソンが1830年に発表した著書『Centurie zoologique, ou choix d'animaux rares, nouveaux ou imparfaitement connus (世紀の動物学、珍しい、新しい、知られていない動物)』の中で、Aquila Verreauxii として記載された。種小名は19世紀初頭にフランス科学アカデミーのために南部アフリカからタイプ標本を収集した博物学者のジュール＝ピエール・ヴェローへの献名である。
本種は「Booted eagles (ブーツを履いた鷲)」とも総称されるイヌワシ亜科に分類され、同亜科にはクマタカやゴマバラワシも分類される。イヌワシ属は南アメリカ大陸と南極大陸を除くすべての大陸に分布する。最大20種が分類されるが、従来含まれていたいくつかの種の分類学上の位置付けが疑問視されている。伝統的にイヌワシ属には、やや大型で幼鳥と成鳥の羽毛にほとんど変化が無く、主に茶色から暗色の種が表面的に分類されてきた。
最近の遺伝子研究により、コシジロイヌワシは姉妹種のボネリークマタカとモモジロクマタカ、およびイヌワシと同じ分岐群に含まれることが判明した。この分岐群はオナガイヌワシとモルッカイヌワシとは遠縁であり、これら2種は姉妹種である。アフリカクマタカはこの分岐群に近縁である。イヌワシ属内のいくつかの関係は、大型種の形態学的類似性に基づいて長い間疑われてきた。より小型で腹部がはるかに淡いボネリークマタカとモモジロクマタカはヒメクマタカ属に分類されていたが、驚くことにイヌワシ属に分類されると判明した。アフリカクマタカはヒメクマタカ属とクマタカ属・セグロクマタカ属の両方に割り当てられていたが、遺伝子データに基づいて、今ではイヌワシ属に分類されている。
イヌワシ属のその他の大型種であるカタシロワシ、イベリアカタシロワシ、アフリカソウゲンワシ、ソウゲンワシは現在では独立した密接な分岐群を構成しており、収斂進化によって以前の分岐群と似た特徴を獲得したと考えられている。「Spotted eagle (斑のある鷲)」と呼ばれるアシナガワシ、インドワシ、カラフトワシは、エボシクマタカやカザノワシと遺伝的により近縁であることが判明し、 カラフトワシ属に分類された。ヒメクマタカ属にはヒメクマタカ、アカヒメクマタカ、シロハラクマタカなどはるかに小型の種が分類され、カンムリワシ属を除けば「Eagle (鷲)」と呼ばれる鳥類の中で最も小型である。ヒメクマタカ属は専門家によって解体されることもあり、その場合イヌワシ属に含める見解もあるが、全ての鳥類学会がこの再分類に従っているわけではない。ヒメイヌワシは幼鳥と成鳥の羽毛に変化がなく、体が茶色いことから伝統的にイヌワシ属に分類されてきたが、遺伝的にヒメクマタカ属に分類されると判明した。

## 形態

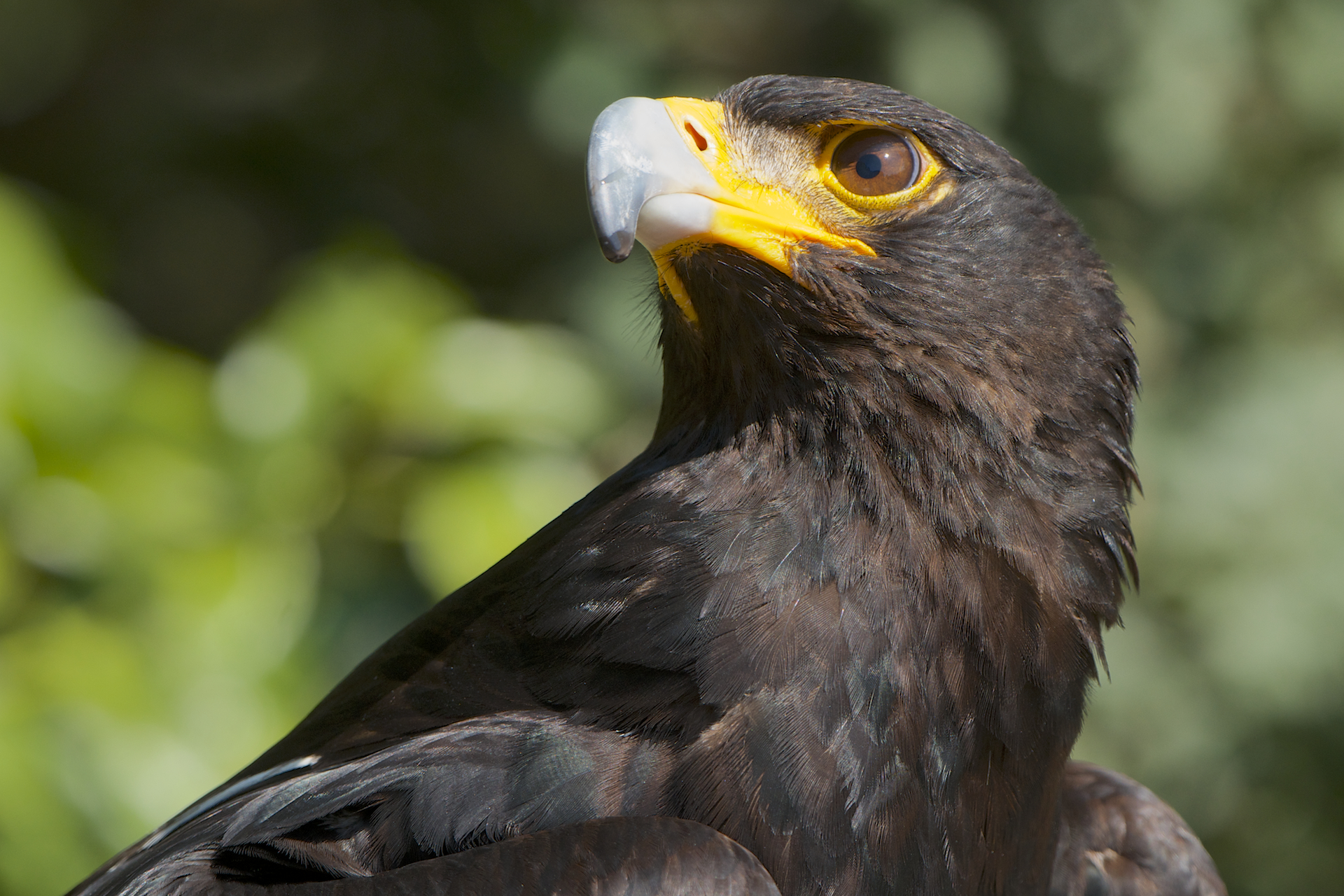
頭部

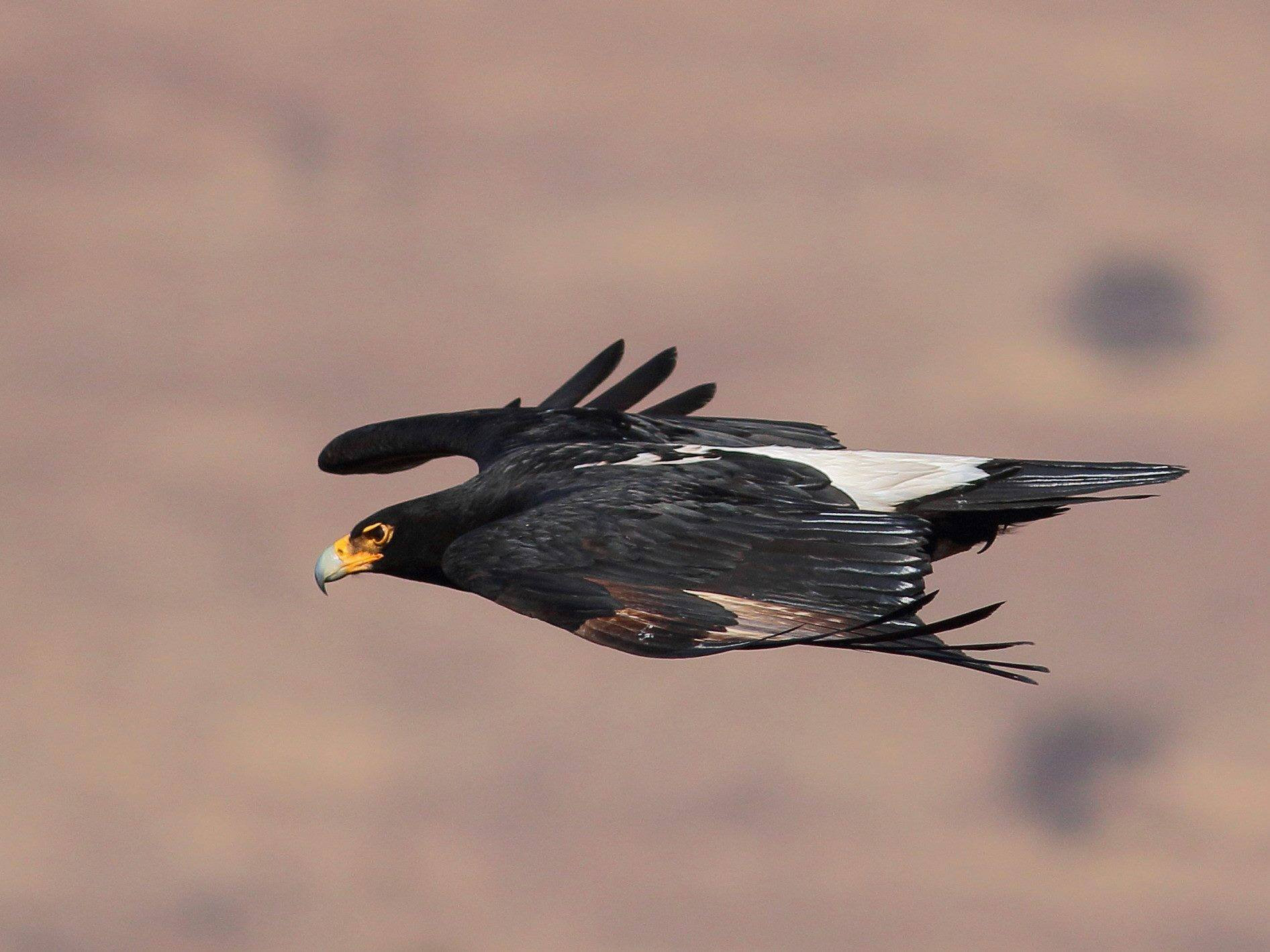
飛翔する成鳥

非常に大型のワシで、全長は75-96cmと、世界のワシの中で6番目に長い。体重は雄で3-4.2kg、より大型の雌では3.1-7kgである。21羽の雌雄の平均体重は約4.19kgであった。他に報告されている平均体重はより低く、性別不明の7羽の平均体重は3.32kgであり、別の研究では性別不明の4羽の平均体重は3.72kgであった。また別の研究では、雄7羽の平均体重は3.76kg、雌7羽の平均体重は4.31kgであった。別の計測では、4羽の平均体重は4.6kgであった。この結果に基づくと、本種は世界で7または8番目に重いワシである。平均質量と重量の範囲では、時折競争相手となるゴマバラワシとサイズが非常に似ており、ゴマバラワシはアフリカ最大のワシと呼ばれることもある。また本種はゴマバラワシやイヌワシと並び、イヌワシ亜科の最大種である。翼開長は1.81-2.3mである。翼弦長は雄で56.5-59.5cm、雌で59-64cmである。雌雄ともに尾長は27.2-36cm、跗蹠は9.5-11cmである。雌がわずかに大型であることを除けば、雌雄は外見で区別がつかない。成鳥の体色は殆どが漆黒である。嘴は銀色で、蝋膜と眼の周り、眼の上は目立つ黄色である。飛翔する姿を上から見ると、背、腰、上尾筒、肩羽の一部が白く、V字型の模様が見えるが、この模様は止まった姿勢では部分的に隠れている。飛んでいる成鳥では、初列風切の基部に目立つ白い部分が上からも下からも見える。嘴は太く、首は比較的長く、頭は突き出ており、脚には羽毛が完全に生えている。

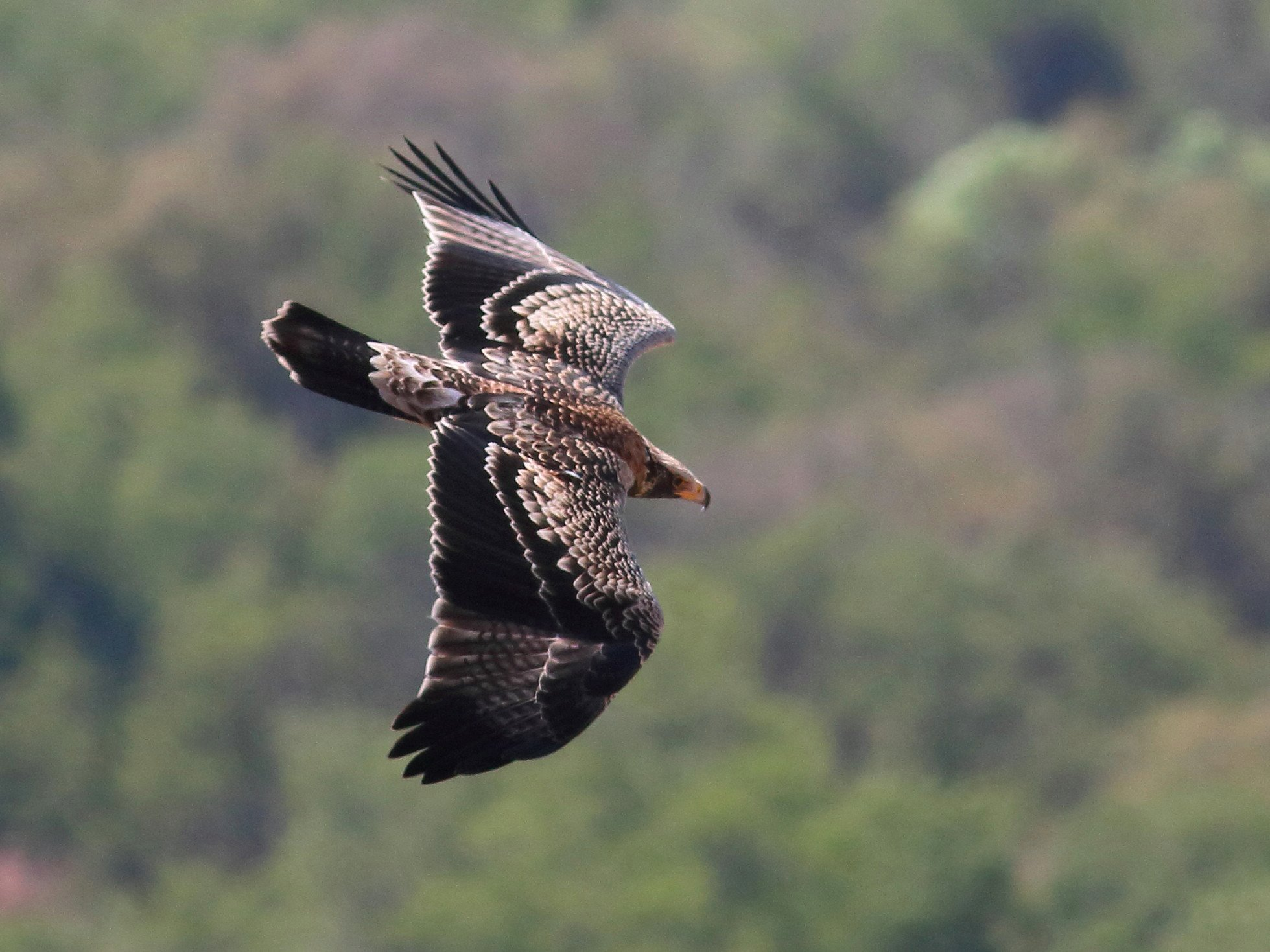
幼鳥

幼鳥および若鳥の羽毛は、成鳥とは著しく異なり、全体的に暗褐色である。若鳥は頭頂部に金色の模様があり、後頸部と上背には赤褐色または橙色の模様がある。額には小さな白い縞があり、頬は黒い。喉には暗色の縞があり、喉の下側は淡い茶色、胸の上部は茶色である。腹は赤褐色からクリーム色で黒色の斑点が入り、腿と脚はクリーム色で、薄く斑点が入る。下面のそれ以外の部分は茶色である。幼鳥の上尾筒と上雨覆は茶色で、白い縞が入り、その他の尾羽と翼はほぼ黒色である。飛行中に下から見ると、翼にはかなり白っぽい斑点があり、成鳥よりも白い部分が多い。また虹彩は暗褐色で、足は黄色がかる。2歳から5歳にかけて、茶色の羽毛が点在する中、黒い羽毛が増えるが、クリーム色の部分は3歳まで維持される。4歳までに体色は暗灰褐色に変化し、後頸には黄褐色の斑点が現れ、茶色がかった羽毛はまだらに残る程度となる。成熟が近づく5歳頃になると、羽毛は成鳥とほとんど区別がつかなくなる。5-6歳で完全な成鳥の羽毛になる。

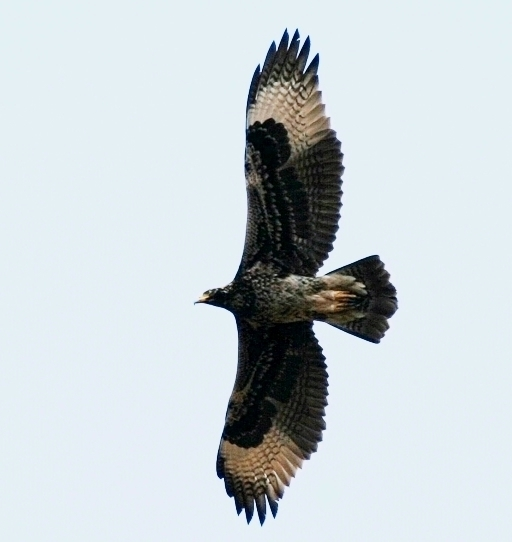
飛翔する亜成鳥

特に成鳥は他の種と見間違えることのない特徴的な鳥である。分布域の重なる他の黒色の猛禽類では、本種ほどの大きさの種はおらず、また本種特有の白い模様を持つものもいない。イヌワシは同程度かわずかに大きく、この2種は現生のイヌワシ属の種の中では最も重く、翼開長と全長は、わずかに体重の軽いオナガイヌワシの方がわずかに大きい。幼鳥は成鳥と外見がかなり異なるが、同様に羽毛は特徴的である。斑点のある茶色がかった体、大きな白い斑点のある黒い翼、金色の模様が入った頭部と、白っぽく赤みがかった金色の頸といった特徴を持つタカ科の鳥は他にはいない。飛翔する姿も特徴的で、イヌワシ属の中では本種とイヌワシのみが翼を背中よりわずかに上げ、初列風切の先端を上に向けて飛翔する。エチオピアのバレ山地、およびアラビア半島の一部と中東南西端では、イヌワシと分布域が重なっているが、イヌワシの体色は主に茶色で、本種のような黒い羽毛はない。イヌワシの幼鳥は本種と同様に翼の裏に白い斑点があるが、その範囲は本種ほど広くはない。翼の形も異なり、本種の次列風切は非常に幅広く、初列風切の基部が比較的狭くなっているのに対し、イヌワシの翼ではより緩やかに狭くなる。本種の翼の形状は、パドル、スプーン、葉などに例えられる。カタシロワシも雨覆に白い模様があるが、翼を平らにして飛行し、全体的な体色は暗褐色である。

### 発声
通常は静かな種だが、イヌワシよりも力強く鳴く。シチメンチョウやシャコの雛の鳴き声に似た「ピュッ」という甲高い声は、つがいが再会するときなど、様々な場面で発せられる。その他にも「ウィーウィー」、「ヒーーーーォ」、「キーーーォキーーーォ」といった大きく響く鳴き声は、接触の呼びかけや侵入者を追跡するときに発せられる。様々な叫び声、吠え声、金切り声、ニャーという鳴き声が、潜在的な哺乳類の捕食者に対して発せられる。若鳥は最初は弱々しいさえずり声を出し、後に成鳥のようにコッコッと鳴くようになる。

## 分布と生息地
生息地には特定の条件を必要とし、それ以外の場所では珍しい。サバンナ、アカシアの茂み、半砂漠に囲まれていることが多い、崖、峡谷、残丘に囲まれた岩の多い丘陵から高山まで、乾燥した岩の多い環境であるコピエに生息する。平均年間降雨量が600mm未満の乾燥地域でよく見られる。
最も標高が高い生息地はエチオピアと東アフリカにあり、海抜4,000mの高さまで生息している。スーダンのマッラ山脈から同国南部を通ってエリトリアの北緯16度地域まで、ソマリア北部の山岳地帯に沿って、エチオピアの中央山岳地帯を中心とするほぼ全域、おそらくウガンダ北東部のいくつかの山岳地帯、ケニア、コンゴ民主共和国の東端、おそらくタンザニアにも分布している。
分布の中心はアフリカ大陸南東部であり、マラウイではニイカ高原、マフィンガ丘陵、Lulwe丘陵を除くほとんどの山脈、ザンビアでは特にカリバ湖に隣接する断崖からヴィクトリアの滝の下の峡谷、ジンバブエでは特に中部の高原の東、モザンビーク、エスワティニ、レソト、南アフリカ共和国まで分布し、南アフリカでは主にカルー、南部アフリカ大断崖、ケープ褶曲帯、ケープ半島に分布する。ボツワナ、ナミビア西部、アンゴラ南西部のチェラ山脈では、生息密度はやや低い。アフリカの他の地域で見られることは稀で、マリ東部、チャド北東部、ニジェールのアイル山地、カメルーン南西部における迷鳥としての記録など、点在して発見されている。1968年にはアフリカ以外での記録はヨルダンから1件のみが知られていたが、現在では中東でまれに繁殖することが知られている。未成熟個体の記録と成鳥の行動から推測される繁殖地は、レバノン、イスラエル、オマーン、サウジアラビア、イエメンが挙げられる。

## 食性

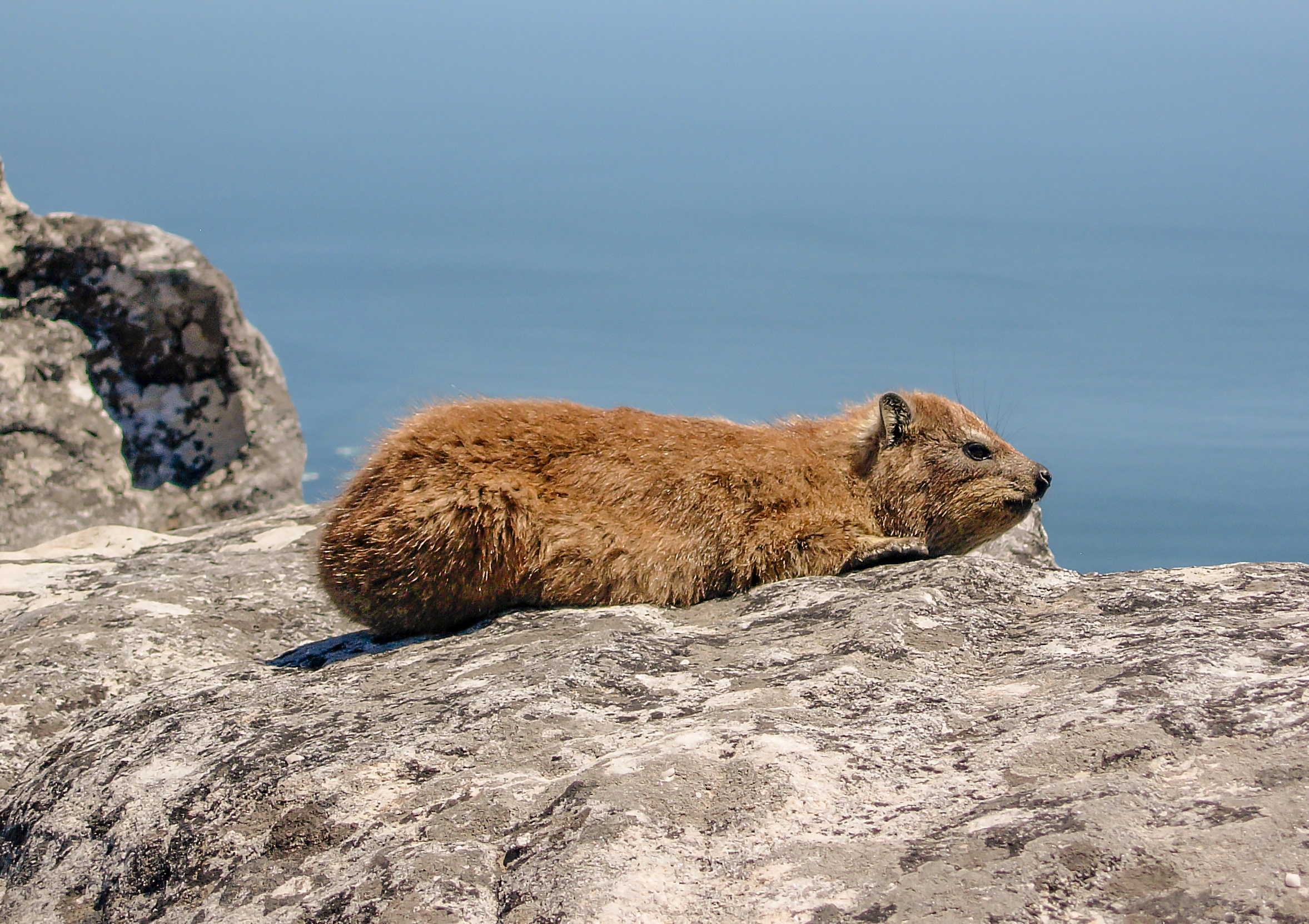
本種は主にケープハイラックスを含む2種のハイラックスを捕食する。

ケープハイラックスとキボシイワハイラックスの2種が、餌の半分以上、多くの場合90%以上を占めている。本種ほど単一科の生物を狩ることに特化したタカ科の鳥はほとんどおらず、リンゴガイ属の巻貝を専門に食べるタニシトビとハシボソトビが知られる程度である。コウモリダカ、ヤシハゲワシ、トカゲノスリ、カニクイノスリなど、主食にちなんで命名された種であっても、本種ほど特化した食性はもたない。本種はイヌワシ属の中で最も特化した食性を持ち、食性はジンバブエよりも南アフリカの方が多様である。
ジンバブエのマトボでは、1995年から2003年の繁殖期直後に巣箱で記録された獲物1,550個のうち、2種のハイラックスが1,448個を占めていた。同地域では1957年から1990年まで、食事の98.1%がハイラックスであった。タンザニアのセレンゲティ国立公園で102の巣から採取した224のサンプルのうち、死骸の99.1%はハイラックスのものであった。タンザニアの他の地域ではより食事の多様性が高く、24の巣から得られた死骸の53.7%がハイラックスであった。南アフリカでは55の死骸サンプルの89.1%がハイラックスのものであった。詳細な統計は知られていないが、ハイラックスはあらゆる個体群にとって主な獲物である可能性が高く、モザンビーク、マラウイ、ボツワナでは食事の大部分を占めているとされる。子育てをする1つのつがいは1年で約400頭のハイラックスを狩る可能性がある。本種の分布域は2種のハイラックスの分布と一致している。キノボリハイラックス属を狩った例は知られていない。
マトボ国立公園の個体群を継続的に観察した結果、観察を始めて最初の10年間で狩りが目撃されたのはわずか2回であった。しかし最終的には十分な狩りが観察され、獲物をどのように獲得するか判明した。ほとんどの場合斜め下向きに低空飛行して餌を探し、気づいたハイラックスが驚いてから数秒以内に、いくらか体をねじりながら急降下してハイラックスを捕える。イヌワシと同様に岩の多い山岳地帯に生息するため、地面の自然な起伏を利用して奇襲を行うが、これはハイラックスが本種以外にも様々な捕食者に狙われており、非常に用心深い傾向にあるためである。稀に木から狩りをすることも知られている。協力して狩りを行うことが知られ、つがいの片方が飛び回って獲物の注意を引き付け、その間にもう片方が背後から襲う様子が観察されている。ハイラックスを崖から突き落としたり、樹上の獲物を狩ることもあるが、通常は地面で獲物を捕らえて殺す。1日の推定食事量は約350gで、体重がわずかに重いイヌワシよりも3分の1近く多い。ハイラックスは警戒心が高いため、人間にとっては観察が難しいことが多いが、本種は飛び出して数分のうちに捕えて巣に戻ることができる。
主に捕獲される2種のハイラックスのうち、キボシイワハイラックスは体重が1-3.63kg、平均が2.4kgだが、ジンバブエの個体はセレンゲティ国立公園の個体よりも明らかに重く大きい。ケープハイラックスは体重が1.8-5.5kg、平均が約3.14kgと、ワシよりもさらに大きい場合があり、狩りはより困難である。キボシイワハイラックスはマトボ国立公園でより頻繁に捕獲されるが、これは体が小さいか、より昼行性が強いためと考えられる。ハイラックスの成獣はより頻繁に野外に出るため、偏って選択されている。ケープハイラックスは性成熟すると分散するため、1-2歳の雄が特に狙われやすい。西ケープ州では獲物の11-33%が幼獣のハイラックスであり、マトボ国立公園では狩られたハイラックスの18%が幼獣であった。ケープハイラックスは体重が大きく、運んでいる途中に競合する捕食者に獲物を奪われたり、大型の肉食哺乳類に襲われたりするリスクがあるため、その場で食べるか、首を切断して巣や安全な木の上に運ぶことが多い。巣から発見されたケープハイラックスの頭蓋骨や顎の数は、キボシイワハイラックスのものより少ない。ケープハイラックスはキボシイワハイラックスよりも分布域が広く、本種はキボシイワハイラックスが分布する東アフリカの外でケープハイラックスを狩る可能性がある。イヌワシと比較すると足の面積が20%ほど広く、これはハイラックスの広い背中を掴むための適応である可能性がある。本種の足は人間の手よりも大きいと報告されている。大きな外趾の爪は、雌4頭の平均が52.3mm、雄5頭の平均が49.1mmと、イヌワシとほぼ同じ大きさである。南アフリカではケープハイラックスが主な獲物であり、巣に運ばれる獲物の平均重量は約2.6kgと推定され、これはいくつかの営巣中のイヌワシが捕獲する獲物の2倍の重さとされる。キボシイワハイラックスが多いマトボ国立公園では獲物の平均重量は約1.82kgで、ヨーロッパのイヌワシの獲物の推定重量とほぼ同じであり、スコットランドやモンゴルなどのイヌワシの獲物の平均推定重量よりも小さい。

### その他の獲物

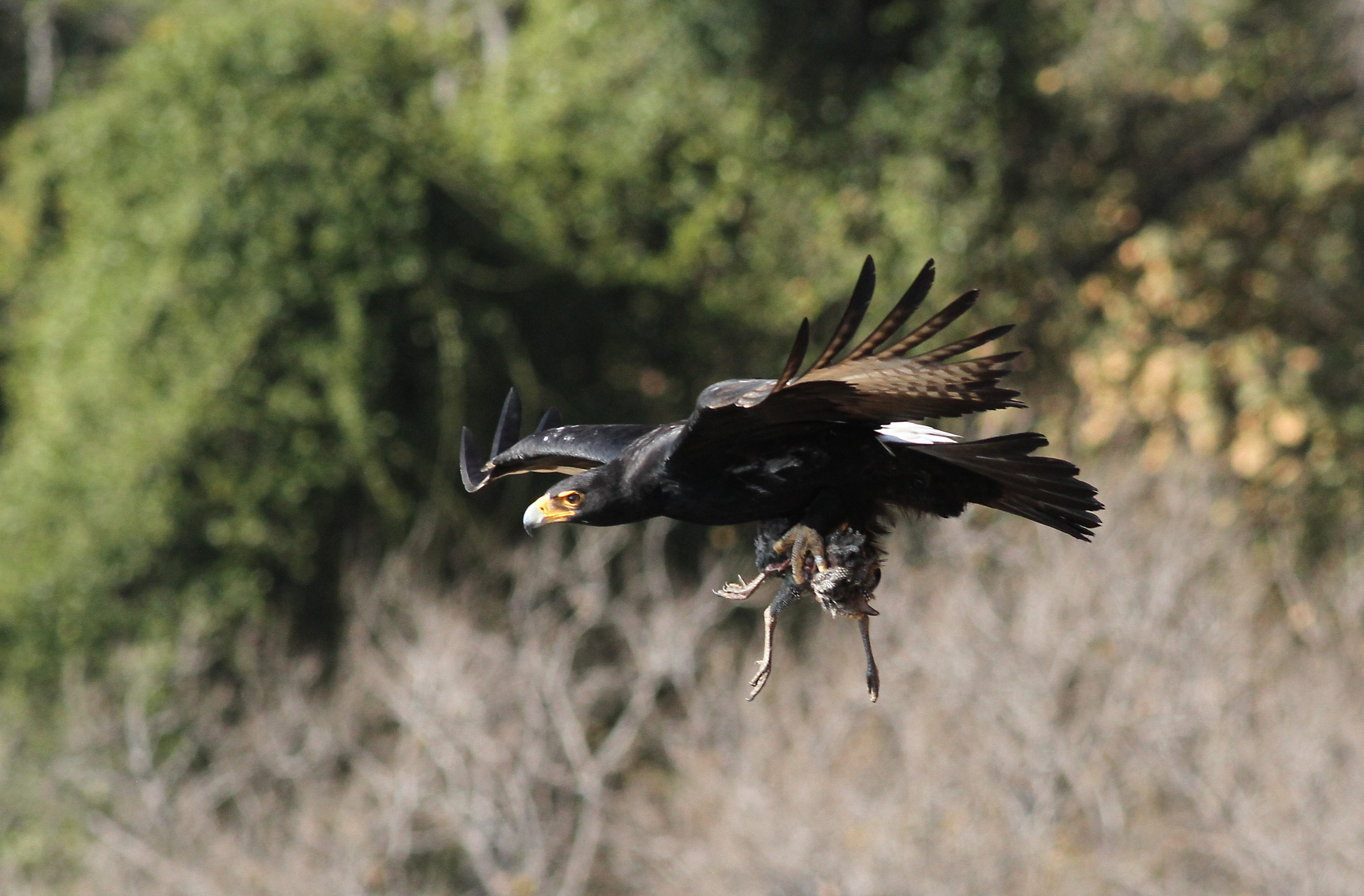
鳥を捕らえた様子

ハイラックスの個体数が十分な地域では、獲物のほとんどがハイラックスとなる。ハイラックスの個体数が減少した地域、またはサバンナなど岩の少ない生息地では食性がより多様となり、ハイラックスの不足した地域は「poor food areas (食料不足地域)」と呼ばれる。こうした地域では、獲物の約80％が哺乳類である。多様な食性を持つ個体の食性と狩猟はイヌワシに似ており、イヌワシはノウサギ、ウサギ、ジリス、ライチョウ亜科が食事の約半分から3分の2を占めることが多いが、本種では依然として食事の一部をハイラックスが占めている。少なくとも100種の獲物を捕食したという記録もある。哺乳類では他に主に幼獣が狙われる小型のレイヨウ、ノウサギ、ウサギ、ミーアキャット、マングース、サル、リス、ヨシネズミ、ガラゴや仔ヒツジ、仔ヤギが捕食される。鳥類ではシャコ類、ホロホロチョウ科、カモ、サギ、ノガン科、ハト、カラス、ニワトリ、オオハイタカなどが捕食される。体重102.6gのシロハラアマツバメから、7.26kgのアフリカチュウノガンの雄成鳥まで、獲物となる鳥類の大きさは様々である。タンザニアで26の巣から採取された41のサンプルのうち、53.7%がハイラックス、29.3%がシャコ、ホロホロチョウ、ニワトリ、12.2%がレイヨウ、2.4%がノウサギ、2.4%がマングースであった。南アフリカでは73の巣から採取された5748の獲物のうち、リクガメ科が2.5%を占めていた。ヘビやトカゲといった爬虫類も捕獲し、シロアリを食べることもある。
南アフリカではケープハイラックス、スミスアカウサギ、ミーアキャット、マウンテンリードバック、ヤギとヒツジ、アカクビノウサギ、ケープキジシャコ、ホロホロチョウ、キイロマングース、ソリガメの順に獲物として好まれる。マトボ国立公園の「食料不足地域」では、3つの巣から得られた獲物の内、ハイラックスが53.6％、ヨシネズミが10.7％、サルが7.1％、マングースが7.1％、レイヨウが3.6％であった。1997年から2005年にかけて、同地域ではハイラックス以外にシロオマングース、スタインボック、ヤギ、ベルベットモンキー、ランドアカウサギ、ホロホロチョウ、クロアシアカノドシャコ、ナタールキジシャコ、ミナミアカハシコサイチョウ、カワラバト、シロエリオオハシガラス、ヒョウモンガメ、イワヤマプレートトカゲが捕食された。南アフリカのウォルター・シスル国立植物園では、ハイラックスの個体数が顕著に減少した後、巣から得られる獲物はホロホロチョウとシャコ、続いてヨシネズミ、ウサギ、ディクディクとなった。若いヒヒを狩ることもあり、チャクマヒヒはワシの存在に反応して警報を発する。死肉食は頻繁に行うか、もしくはまったく行わない。カルーでの子羊の捕獲に関する研究では、家畜の子羊が食べられた例はわずか2件で、死んだ個体が持ち去られた。イヌワシも子羊の死体を持ち去るが、時には生きている子羊を狩ることもある。本種は非常に幅広い種類の肉食哺乳類を捕食することが知られている。ジェネット、マングース、リビアヤマネコ、オオミミギツネ、さらにはセグロジャッカルも捕食される可能性があり、肉食動物は人間の開発した地域でより重要な獲物となる可能性がある。体重4.5kgを超える獲物はめったに捕獲されないが、本種はそれより大きな有蹄類を狩ることもある。体重約12kgのクリップスプリンガーの幼獣を巣に持ち帰った記録があり、クリップスプリンガーの成獣を狙うこともあるという。推定体重15kgのマウンテンリードバックの幼獣を狩る様子が観察されている。獲物となるもっとも小型の哺乳類は、体重97.6gのオオハダシアレチネズミである。

### 多種との競争

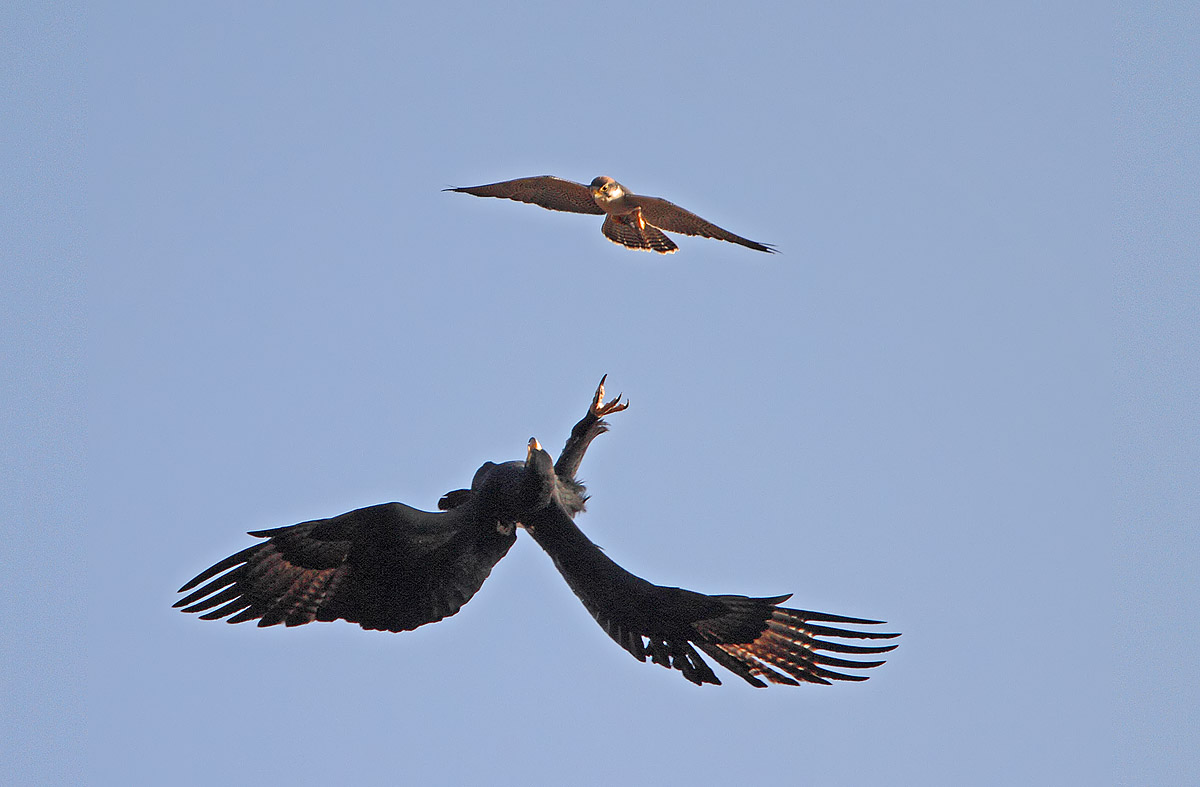
ラナーハヤブサは縄張りに入った本種を襲うが、爪を突き出されるとすぐに逃げる。

本種は世界で最も特化したハイラックスの捕食者だが、獲物を独占しているわけではない。他の多くの捕食者もハイラックスを狩るため、本種とは競争関係にある。サブサハラアフリカに広く生息する大型のワシの中で、カンムリクマタカとゴマバラワシはハイラックスを好んで食べることがある。しかしこれらの種は生息地の好みや狩猟方法が大きく異なる。森林に生息するカンムリクマタカは主に木の上から狩りを行い、木の上から獲物の行動を何時間も監視することができる。ゴマバラワシは主に樹木の薄いサバンナに生息し、飛行しながら狩りをすることが多く、高く舞い上がって優れた視力で獲物の行動を監視する。本種のように低空飛行して獲物を探す方法とは異なる。カンムリクマタカとは生息地が十分に隔離されているため競争は起こらないが、ゴマバラワシとの衝突は記録されている。ゴマバラワシはやや大きくて力も強いが、空中では比較的機敏さに欠け、本種に獲物のハイラックスを奪われた事例もある。本種はこのように時折労働寄生を行い、ヒゲワシから死肉を盗んだ例もある。ハゲワシを含む他の大型猛禽類を捕食することもあり、カオジロハゲワシ、コシジロハゲワシの雛や幼鳥を捕食した例や、巣を襲ったケープハゲワシを返り討ちにした例がある。マダラハゲワシの亜成鳥を狩ろうとしたが失敗した例がある。エチオピアのバレ山地では近縁種のイヌワシと共存している。この2種は生息地の好みが似ており、互いの縄張りを排他的に守り、飛行中のイヌワシが本種を縄張りから追い出すケースが多く、本種がイヌワシを追いかけるケースが1件のみ観察された。しかしイヌワシはノウサギを好み、本種はハイラックスを好むため、実際には互いの繁殖活動に悪影響は及んでいないと推測される。モモジロクマタカやアフリカソウゲンワシもハイラックスを捕食することがあるが、はるかに大型である本種との衝突は避ける傾向がある。ハイラックスのその他の天敵には、リビアヤマネコ、サーバル、カラカル、ヒョウなどのネコ科動物のほか、ジャッカル、アフリカニシキヘビ、クロワシミミズクやイワワシミミズクなどのフクロウがおり、ハイラックスの幼獣はマングースやエジプトコブラ、パフアダーなど毒蛇の餌になることもある。このように多くの競争相手が存在するため、狩りの際は警戒する必要がある。カラカルやジャッカルなどさまざまな肉食動物が本種から獲物を奪うことがあり、実際にヨシネズミの死骸をアビシニアジャッカルに奪われた事例が観察されている。巣の場所を巡る競争相手には、意外なことにヒヒやエジプトガンも含まれている。再導入されたワシは巨大なオウギワシであっても他の捕食者に対する警戒心を失う傾向があり、本種ではそうした個体がカラカルに捕食された事例もある。本種が縄張りに入ったヒョウを追い出そうとして攻撃した例があり、そのような肉食動物への攻撃が本種に致命的な結果をもたらすこともある。通常人間に対して攻撃的ではないが、巣の調査中には不快なほど接近することがある。

## 生態と行動

### 縄張りと移動
本種の行動圏の面積は、おおよそ平均10.9km2と推定されている。つがいの密度はジンバブエのマトボでは10.3km2に1つ、カルーでは24km2に1つ、東アフリカでは25km2に1つ、エチオピアのバレ山地では28km2に1つのつがいが生息しており、マガリースバーグ山脈とドラケンスバーグ山脈では最大で35-65km2に1つのつがいが生息する。マトボ丘陵では大型ワシの中でも最大級の繁殖密度を誇るが、縄張りは季節や年を通して極めて安定している。このような安定した分布は、食糧供給が比較的安定した熱帯地方に生息する長寿の種であることに起因する。マトボにおける行動圏の面積は6-14km2であったが、ほとんどの行動圏には最大5km2のコピエが含まれていた。ハイラックスの個体数は最大で4倍の変化があるにもかかわらず、本種の個体数の変動は驚くほど少ない。ハイラックスの個体数が激減した際には、ワシは一時的に姿を消したり、別の獲物に切り替えたりする。これは特に干ばつの際に起こり、平均して20年に1度発生する。一部の研究者は本種が部分的な渡り鳥であると考えているが、他の研究者は留鳥であると考えている。本種の行動は成長段階によって異なり、幼鳥は親の縄張りから出た後に比較的広範囲を移動するが、成鳥は一般的に一生を自分の縄張りで定住して過ごしており、これはサブサハラアフリカに分布する猛禽類の大部分と同様である。
本種のディスプレイはほぼ一年中見られる可能性がある。多くの場合他のつがいに反応して行われるか、縄張りから侵入者を追い払った後に行われる。また人間や他の大型哺乳類が巣に近づきすぎたときに不安を感じてディスプレイを行うこともある。雄のディスプレイは多くの場合、最初に翼を広げたり閉じたりしたまま波打つように飛び上がる。次にかなりの高さに達すると、一気に高度305mまで急降下し、その後すぐに上昇し、時には振り子のように前後に揺れ、また時には一直線に急降下して上昇する。さらに降下前には宙返りや横転をすることもある。つがいでディスプレイを行うこともあり、縄張りの上を頻繁に旋回したり、8の字を描いたりする。飛行中に一羽が反転して爪を突き出したり、雄が翼を上に向けて雌の後ろを飛んだりすることがある。ディスプレイは巣の近くではなく、行動圏の境界に沿って行われることが多いため、ほとんどが縄張りを主張するための威嚇目的と考えられている。爪を突き立てたり、宙返りしたりするディスプレイは、空中での縄張り争いであることが多く、時にはワシがつかみ合って下向きに旋回することもあり、海に飛び込んだ例も伝えられている。

### 繁殖と成長

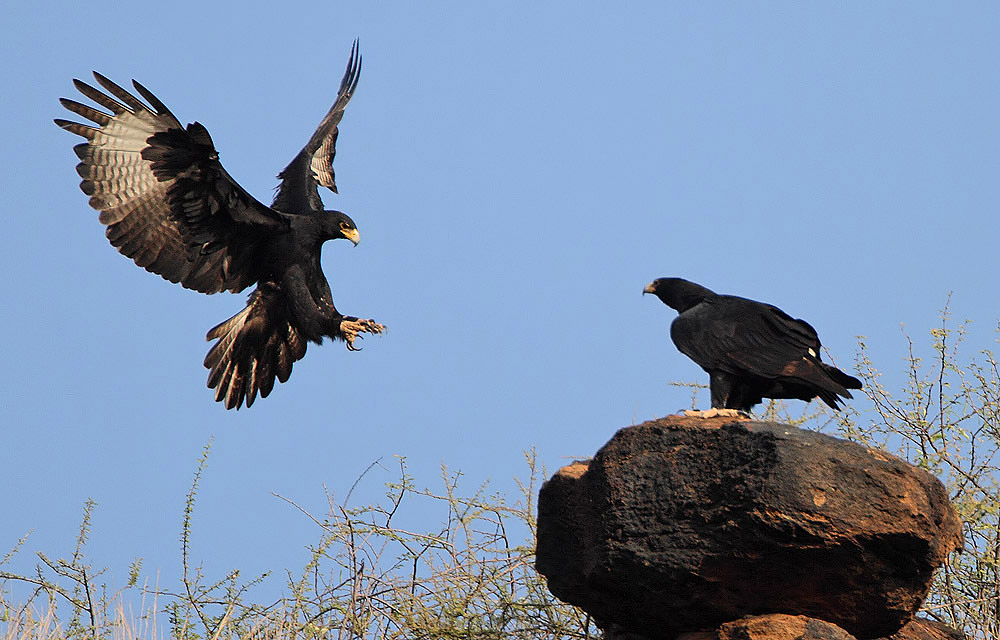
つがい

ジンバブエでは620km2の土地で60組のつがいが繁殖することもあり、これは1組のつがいごとの面積が10.3km2であることに相当するが、これは珍しい事である。東アフリカでは1組のつがいが25km2ごとに営巣し、南アフリカでは10.2-15km2に1組という場合もあるが、一般的にはおよそ60km2に1組である。1年間で1-3個の巣を作り、全く作らない年もある。マトボでは、1つがい当たり平均で1.4個の巣を作る。カルーのつがいは他の多くの個体群よりも広い縄張りを持つが、迫害や生息地の変化の影響を受けている。マトボでは環境収容力が高いため、巣の数は非常に多く、岩の多い丘の中に不均等に分布している。ケニアでは巣はより散在しており、適切な生息地やハイラックスの多い場所でも繁殖しないことがある。巣は狭い場所に作られるため、深さよりも幅がはるかに広く、ワシの大きさに対して比較的小さい傾向がある。巣は平たく、緑の枝と葉で作られ、大きなものは幅1.8m、深さ2ｍに達する。一般的に巣の深さは0.6ｍ程度だが、古い巣では深さ4.1ｍのものもある。巣は通常崖に作られ、張り出した割れ目や小さな洞窟の中に多いが、開けた岩棚の上に作られることもある。巣は糞によって白く目立っている。本種はワシの中でも崖に依存しており、1970年代後半には木に作られた巣は3個しか確認されなかった。主に崖の割れ目に生えたユーフォルビアやアカシアなどの木に巣を作ることもあるが、非常に稀な例である。南アフリカでは送電塔の上で営巣した例もある。新しく巣を作るには最大4ヶ月かかり、一般的には古い巣を修理して利用する。巣作りには雌雄が参加するが、通常は雌が主体的に行う。崖の上の巣に人間がたどり着くまでに数百メートルのロープが必要となる場合もある。アフリカニシキヘビ、ヒヒ、カラカルが巣に居る雛を捕食したと言われているが、ほとんどの巣にたどり着くことが難しく、親鳥が防御を行うため、雛の捕食は非常に稀な事例と考えられている。雛を捕食する可能性がある鳥に棒を落としたという報告があり、これは道具の使用の一種と考えられ、他の猛禽類では一般に知られておらず、鳥では主にカラスやサギによる使用が報告されている。
産卵はスーダンとアラビア半島では11月から8月、エチオピアとソマリアでは10月から5月、東アフリカでは6月から12月にピークを迎えるが一年中、ザンビア以南のアフリカでは4月から11月まで起こる。通常雄が抱卵時に餌を運ぶワシの仲間としては珍しく、本種の雄は産卵前にも雌に餌を運ぶことがある。産卵数は1-3個で、通常は2個である。卵は白亜色で、青みがかった色や赤褐色の斑点が少し入ることもあり、形はやや細長い楕円形で、長さ71-83.4mm、幅56-62mmで、平均は76.9mm×58.6mmである。卵は3日おきに産まれる。抱卵は主に雌が行い、夜通し卵の上に留まる傾向がある。雄が1日で40-50%の時間抱卵することもあり、孵化が近づくにつれて交代する時間も増える。巣の近くに留まり、簡単に巣から追い出されることはない。抱卵期間は43-47日である。孵化は2-3日おきに起こり、卵の表面が最初に欠けてから孵化が完了するまで約24時間かかる。片方の卵が無精卵となる場合もあり、2つ目の卵は10%ほど小さくなる傾向がある。観察された巣の90%以上で、年上の兄弟が年下の兄弟を餓死させるか直接攻撃して殺した。攻撃は孵化後最大70日間続くことがある。かつては幼鳥が2羽とも巣立ちに成功した例は知られていなかったが、健康な2羽の幼鳥が育った例はいくつか記録されている。兄弟殺しはフクロウやトウゾクカモメなどの鳥で定期的に観察されているが、ワシでは一般的な行動である。一般に2羽目の幼鳥は最初の卵や幼鳥が死んだ場合の保険として機能するとともに、餌やり、子育て、幼鳥の防衛など親鳥に求められる作業負荷を軽減する役割があるとされる。2羽目の雛が巣立つ確率はイヌワシなど温帯のイヌワシ属の方が高いが、これは営巣期間が短いためと考えられる。イヌワシでは約20%、特に北アメリカなど獲物が豊富な地域では約半数の巣から2羽の雛が巣立つことに成功する。本種は孵化後最初の36時間は雛に餌を与えず、その後は定期的に餌を与える。成鳥の初期段階では、雛は最大90％の時間世話される。孵化20日後には、親鳥は雛と最大20％の時間を過ごし、21日以降は日中に世話を行わない。約34日目には羽毛が見え始め、60日目には羽毛が綿羽を覆う。赤道アフリカでは95-99日で巣立ち、南部アフリカでは90日ほどで巣立つこともある。イヌワシは本種よりも約35日早く巣立つ。幼鳥は初めて飛び立った後、最初の2週間は巣に戻る。巣立ちの初期には雄がより多くの餌を持ち帰り、その後は主に雌が持ち帰る。巣立ち後いくらか経つと、雌は幼鳥と一緒にねぐらに留まるのをやめ、雄と少し離れたところに留まる。この行動は巣によってタイミングが異なるようである。45-50日後には、親鳥が餌を捕まえても自分たちで食べ、幼鳥には与えない。巣を離れた後、家族は最大6ヶ月間一緒にいることがあります。幼鳥は巣立って1ヶ月後には強くなり、巣から離れて親鳥に同行して狩りをする。毎年繁殖することが多いが、2年に1度しか繁殖しないこともまれにある。

## 個体数と脅威

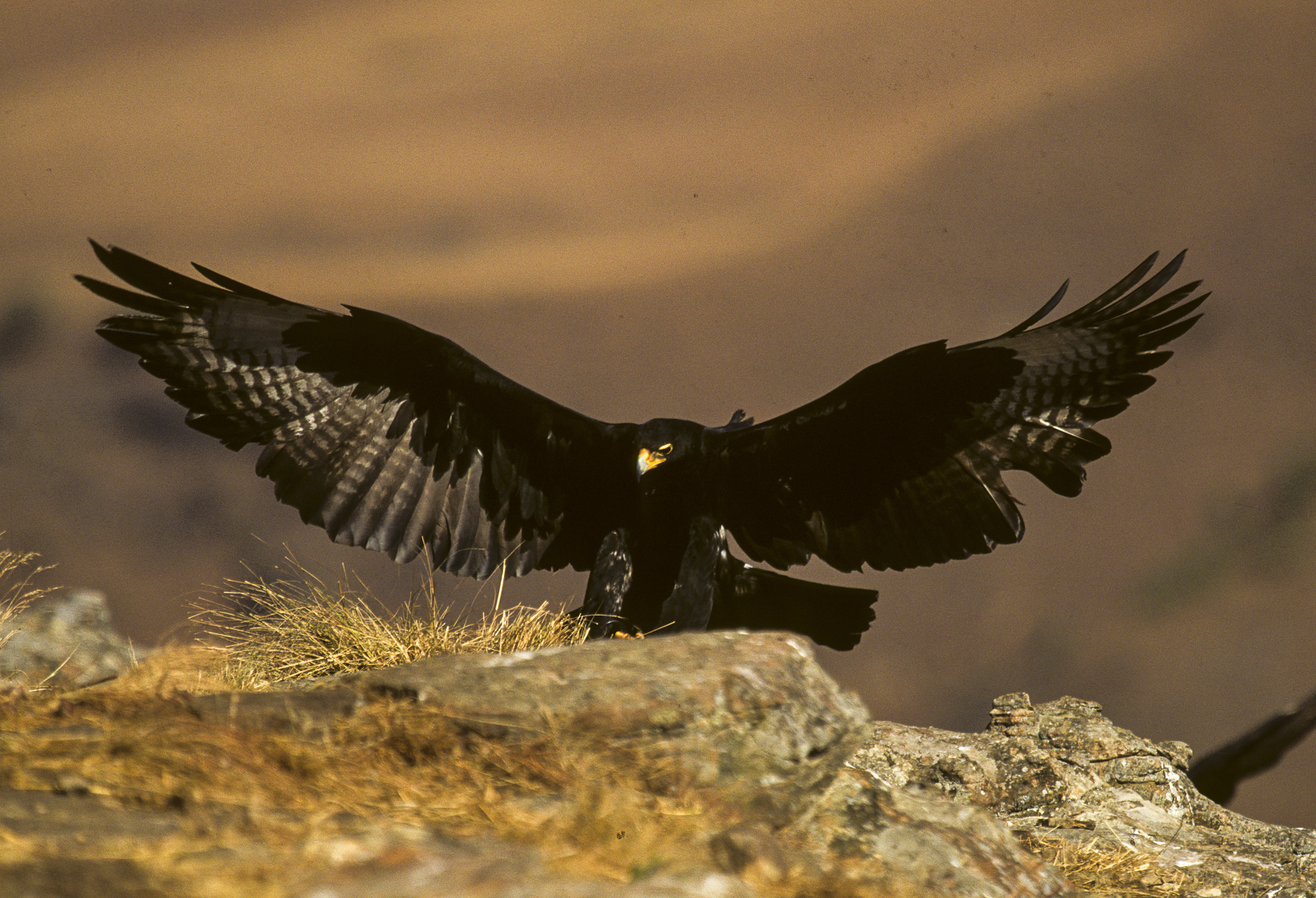
ジャイアンツ・キャッスルで撮影

営巣成功率は年間40-50%と推定されている。ハイラックスが多く生息する地域では成功率が大幅に高くなり、年間0.56羽の幼鳥が年間0.28羽に減少した。食料の乏しい地域では66%が繁殖を行わなかったのに対し、食料の豊富な地域では繁殖を行わなかったつがいは24%であった。繁殖頻度は雨量の多い年には低くなる。降雨量が300mmの年には約90%が繁殖を行ったが、降雨量が約1,000mmの年には45%であった。マトボではつがいの営巣領域に未婚の成鳥が執拗に侵入すると、営巣の成功率に悪影響が出ていた。
推定平均寿命は16年である。総個体数は大まかに見積もって数万羽である。南アフリカ共和国北東部では、地元の個体数は240つがいと推定され、同国の西ケープ州では2,000つがい以上が存在する可能性がある。ゴマバラワシが生息するサバンナや、カンムリクマタカが生息する森林とは異なり、本種の生息地であるコピエは一般的に人間による環境破壊の影響を受けにくい。本種はアフリカの他の大型ワシとは異なり、死肉をあまり食べないため、ジャッカルを駆除するために放置された毒入りの死体による中毒の危険性はほとんどない。しかし一部の人々は、本種が家畜を襲うという誤った考えから、銃で撃ったり攻撃したりすることがある。
最大の懸念は餌の不足であり、ハイラックスが食料や毛皮目的で地元で人間に狩られると、本種の個体数が減少する可能性が高く、他の獲物に切り替えるか、営巣に失敗することになる。しかし南アフリカのウォルター・シスル国立植物園では、ハイラックスの個体数が著しく減少しているにもかかわらず、抱卵、巣立ち、巣立ち後の分散にほとんど変化が見られなかった。この植物園はヨハネスブルグ最も人気のある公園の1つであり、盛んな人間活動に対し、本種の繁殖行動に明らかな悪影響は無い。同等の人間活動が起これば一時的に巣を放棄する可能性もある。南アフリカでのつがいの数は1980年における全体で78ペア、保護区内で25ペアから、1988年には全体で27ペア、保護区では19ペアに減少した。植物園では獲物が継続的に減少していることから、繁殖を維持するために人工給餌が検討されている。

## 画像

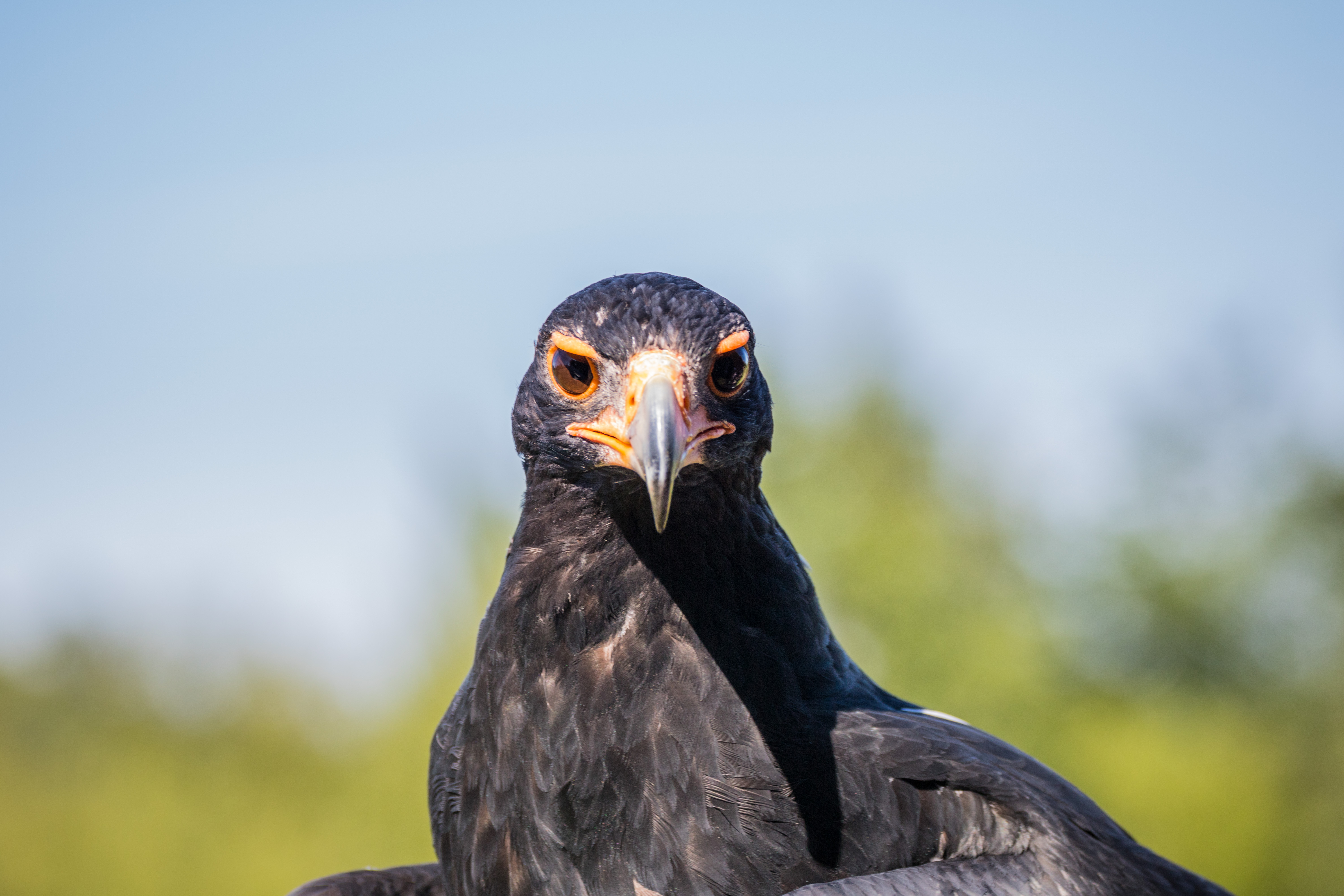
顔の正面
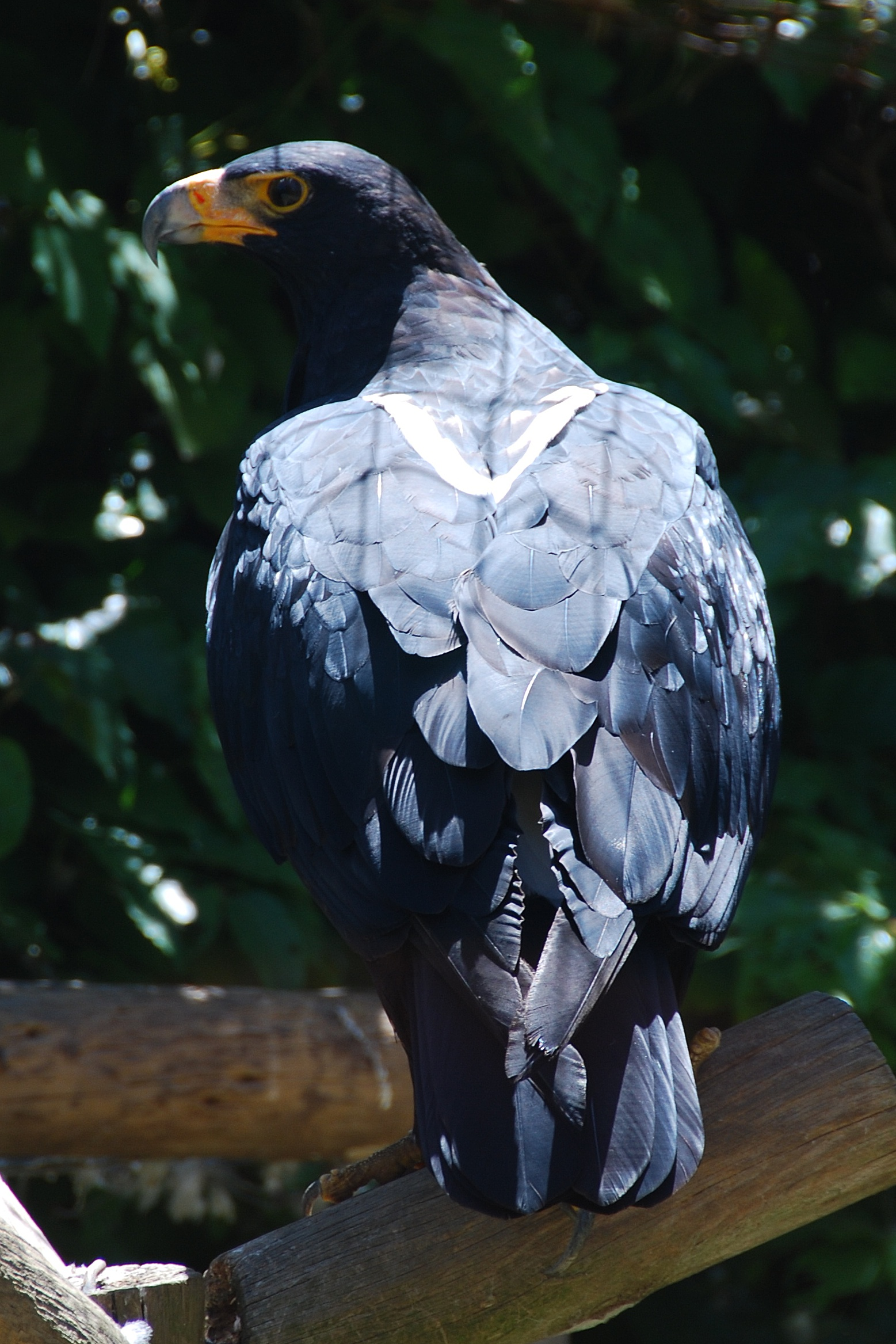
止まった様子
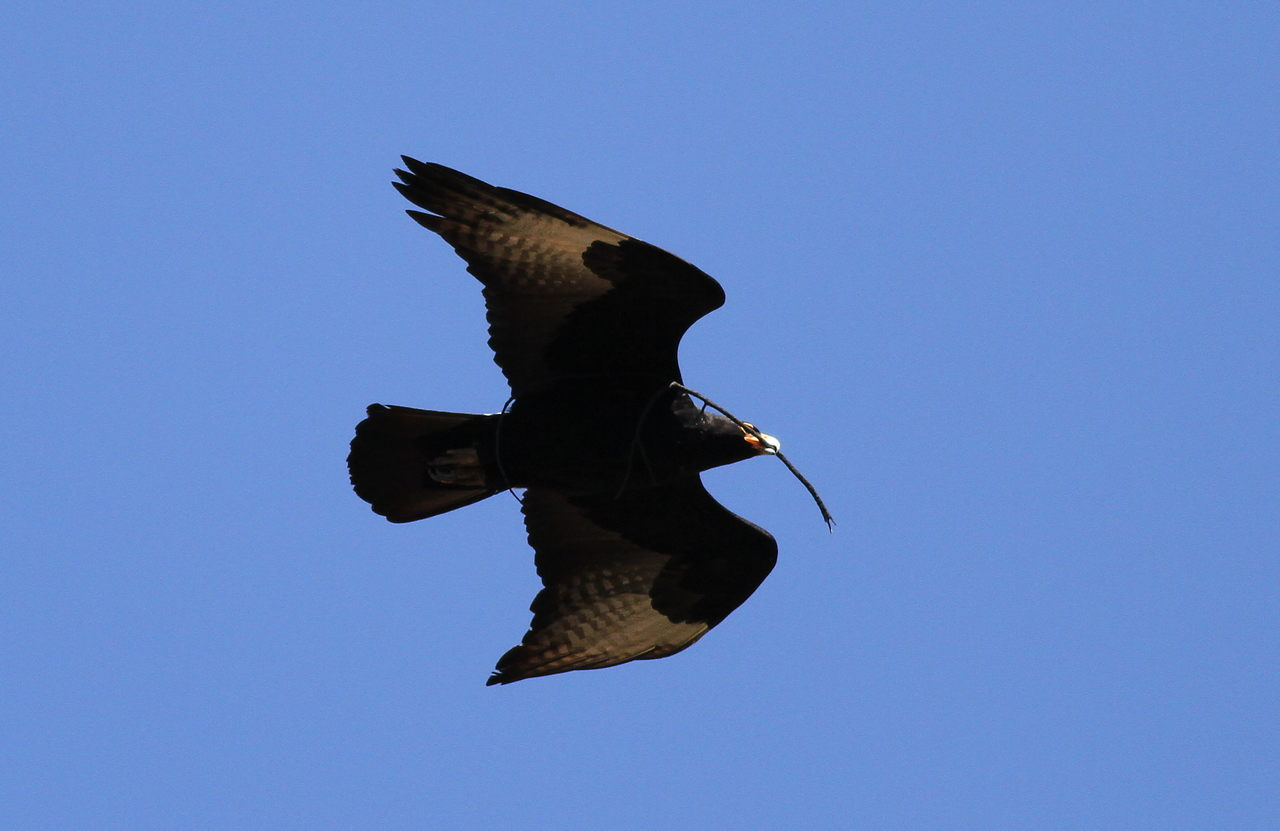
木の枝を運ぶ
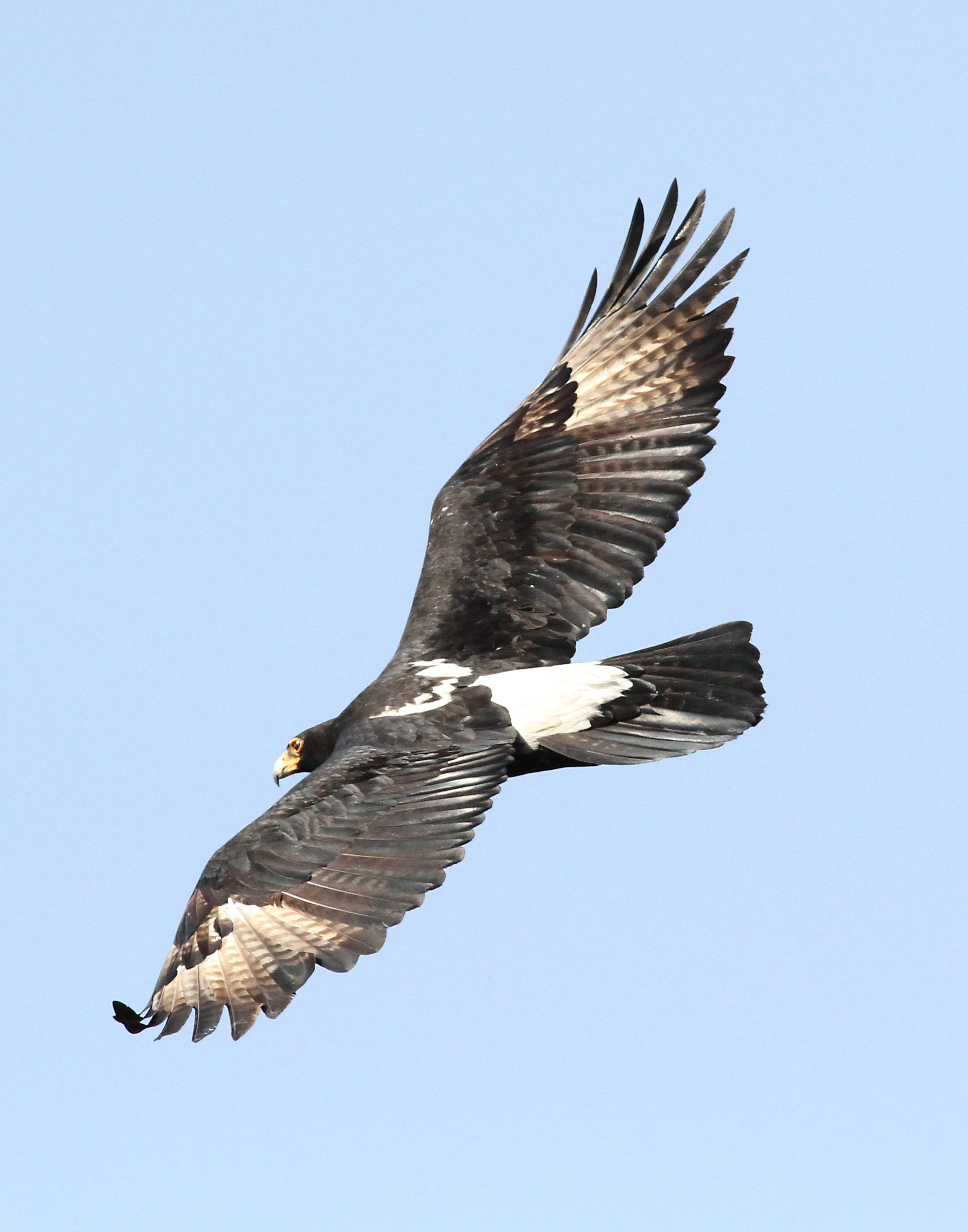
背中の模様が見える
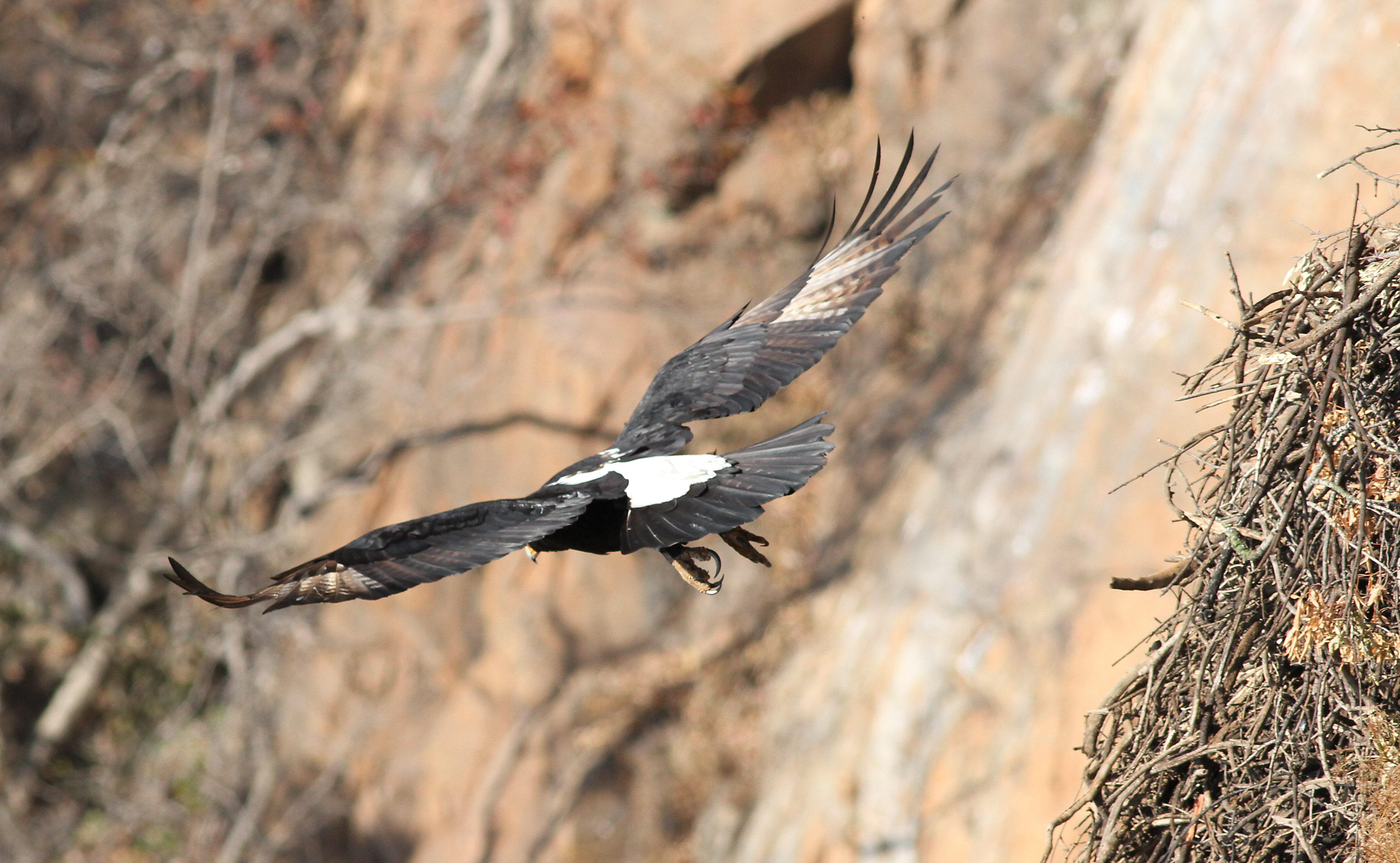
巣から飛び立った様子